# BayernMoodle
BayernMoodle war eine von 2006 bis 2014 existierende, webbasierte Lernplattform für die Gymnasien in Bayern. Der Name beschrieb zu Beginn das Projekt der Ministerialbeauftragten für die Gymnasien in Bayern, sollte aber als Idee für alle Schularten zur Verfügung stehen.

## Lernplattform
Bayernmoodle entwickelte sich in kürzester Zeit zur zweitgrößten Lernplattform in Deutschland. Die zur damaligen Zeit größte war die Lehrer-Online Plattform (lo-net.de / lo-net2.de), die vom Verein Schulen ans Netz betrieben wurde.
Bayernmoodle basierte auf der Open-Source-Software Moodle, die den bayerischen Gegebenheiten des Datenschutzes angepasst worden war.
Die Lernplattform bestand aus acht regionalen Instanzen und einer Zentralinstanz, um den Andrang technisch bewältigen zu können. Sie wurde zuletzt von rund 150.000 Lehrern und Schülern genutzt (Juli 2014). Die Einteilung folgte der organisatorischen Einteilung der Ministerialbeauftragten für die Gymnasien in Bayern.

## Nutzungszahlen
Alle Systeme (Stand: Juni 2012)
- Benutzer der Plattform: 128.097

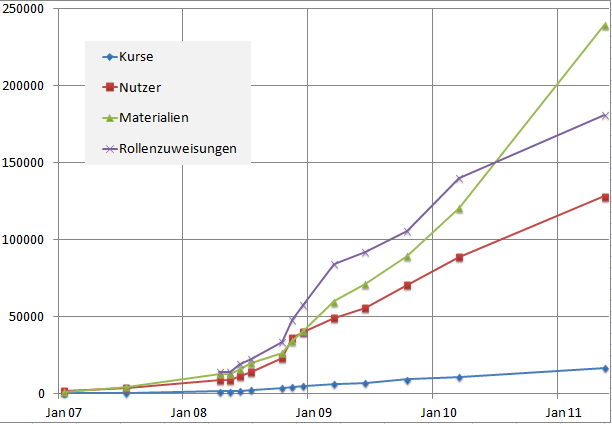
Nutzer/Ressourcen, Stand Juni 2012

- Mit Lerninhalten ausgestattete Online-Klassenräume: 16.621
- Lehrer: 10.362
- Von Lehrern bereitgestellte 	
  - Arbeitsmaterialien: 239.832
  - Testfragen: 38.295

## Nachfolger
Bayernmoodle wurde im August 2014 in das Angebot von mebis – Landesmedienzentrum Bayern integriert. mebis basiert auf den Erfahrungen und programmiertechnischen Entwicklungen von Bayernmoodle und bietet neben einer Online-Mediathek, einem Prüfungsarchiv und einem Infoportal allen bayerischen Schulen die Möglichkeit, eine kostenlose Lernplattform zu nutzen, womit die ursprüngliche Idee von Bayernmoodle verwirklicht wird.